# Prêmios recebidos pela Beija-Flor de Nilópolis
A lista de prêmios recebidos pela Beija-Flor de Nilópolis reúne as premiações extraoficiais recebidas pelo Grêmio Recreativo Escola de Samba Beija-Flor de Nilópolis. A agremiação foi fundada em 25 de dezembro de 1948 por um grupo de amigos formado por Milton de Oliveira (Negão da Cuíca), Edson Vieira Rodrigues (Edinho do Ferro Velho), Valentim Lemos, Helles Ferreira da Silva, Hamilton Floriano, José Fernandes da Silva e os irmãos Mário Silva e Walter da Silva. O grupo comemorava o Natal na esquina da Avenida Mirandela com a Rua João Pessoa, no Centro de Nilópolis, quando tiveram a ideia de criar um bloco carnavalesco. O bloco foi campeão municipal logo em 1949, seu primeiro ano de desfile, tendo sido tricampeão até 1953, seu último desfile como bloco. Em 1954 se transformou em escola de samba, estreando com vitória na segunda divisão do carnaval carioca.
A Beija-Flor é uma das maiores vencedoras do prêmio Estandarte de Ouro, considerado o "óscar do carnaval carioca". Também conquistou diversas outras premiações como Tamborim de Ouro, S@mba-Net, Estrela do Carnaval, Prêmio SRzd, entre outros. Possui quinze títulos na elite do carnaval, conquistados nos anos de 1976, 1977, 1978, 1980, 1983, 1998, 2003, 2004, 2005, 2007, 2008, 2011, 2015, 2018 e 2025. Ocupa a posição de terceira maior vencedora no ranking de campeãs do carnaval carioca, atrás apenas da Portela e da Mangueira. 

## Estandarte de Ouro
O Estandarte de Ouro é o mais antigo e importante prêmio extraoficial do carnaval do Rio de Janeiro, sendo conhecido como "Óscar do samba" ou "Óscar do carnaval", numa referência ao Óscar. Sua primeira edição foi realizada em 1972. É organizado e oferecido pelos jornais O Globo e Extra. Contempla a primeira e a segunda divisão do carnaval. Os vencedores são escolhidos por um júri formado por jornalistas, repórteres e colunistas do Jornal O Globo, da Rede Globo e da Rádio Globo; além de artistas ligados à música e às artes.

### Prêmios por categoria
| Categoria                                             | Total | Ano                                                              |
| ----------------------------------------------------- | ----- | ---------------------------------------------------------------- |
| Melhor Escola                                         | 6     | 1978, 1986, 1989, 2001, 2007, 2023                               |
| Samba-enredo                                          | 5     | 1999, 2005, 2007, 2017, 2025                                     |
| Enredo                                                | 3     | 1976, 1989, 2001                                                 |
| Bateria                                               | 1     | 2016                                                             |
| Intérprete                                            | 5     | 1985, 2002, 2003, 2009, 2013                                     |
| Mestre-sala                                           | 11    | 1979, 1981, 1983, 1984, 1989, 1996, 2002, 2005, 2006, 2015, 2023 |
| Porta-bandeira                                        | 6     | 1983, 1998, 2000, 2002, 2005, 2009                               |
| Comissão de Frente                                    | 1     | 1980                                                             |
| Melhor Ala                                            | 10    | 1977, 1978, 1985, 1987, 1994, 1997, 1999, 2002, 2003, 2006       |
| Ala de Baianas                                        | 1     | 2024                                                             |
| Personalidade                                         | 4     | 1988, 1989, 2010, 2025                                           |
| Revelação                                             | 2     | 1997, 2003                                                       |
| Destaque do Público                                   | 1     | 2024                                                             |
| Passista Feminino (Categoria extinta em 2019)         | 2     | 1993 e 1994                                                      |
| Passista Masculino (Categoria extinta em 2019)        | 4     | 1986, 1991, 2000 e 2011                                          |
| Destaque Feminino (Categoria extinta em 1986)         | 2     | 1983 e 1985                                                      |
| Destaque Masculino (Categoria extinta em 1986)        | 2     | 1978 e 1986                                                      |
| Comunicação com o Público (Categoria extinta em 1983) | 1     | 1977                                                             |
| Total até 2025: 67 prêmios                            |       |                                                                  |

### Relação completa
| Ano  | Categoria premiada | C  | Referência    |
| ---- | --- | -- | ------------- |
| 1976 | Enredo ("Sonhar com Rei Dá Leão") | 1  | [ 9 ] [ 10 ]  |
| 1977 | Melhor comunicação com o público | 2  | [ 9 ] [ 11 ]  |
| 1977 | Melhor Ala (Baianas) | 3  | [ 9 ] [ 11 ]  |
| 1978 | Melhor Escola | 4  | [ 12 ]        |
| 1978 | Destaque Masculino (Viriato Ferreira) | 5  | [ 12 ]        |
| 1978 | Melhor Ala ("Camaleão Dourado") | 6  | [ 12 ]        |
| 1979 | Mestre-sala (Élcio PV) | 7  | [ 13 ]        |
| 1980 | Comissão de Frente | 8  | [ 9 ] [ 14 ]  |
| 1981 | Mestre-sala (Élcio PV) | 9  | [ 9 ] [ 15 ]  |
| 1983 | Mestre-sala (Élcio PV) | 10 | [ 9 ] [ 16 ]  |
| 1983 | Porta-bandeira (Juju Maravilha) | 11 | [ 9 ] [ 16 ]  |
| 1983 | Destaque Feminino (Clementina de Jesus) | 12 | [ 9 ] [ 16 ]  |
| 1984 | Mestre-sala (Élcio PV) | 13 | [ 9 ] [ 17 ]  |
| 1985 | Intérprete (Neguinho da Beija-Flor) | 14 | [ 9 ] [ 18 ]  |
| 1985 | Melhor Ala ("Tenentes do Diabo") | 15 | [ 9 ] [ 18 ]  |
| 1985 | Destaque Feminino (Piná) | 16 | [ 9 ] [ 18 ]  |
| 1986 | Melhor Escola | 17 | [ 9 ] [ 19 ]  |
| 1986 | Passista Masculino (Moisés) | 18 | [ 9 ] [ 19 ]  |
| 1986 | Destaque Masculino (Jésus Henrique) | 19 | [ 9 ] [ 19 ]  |
| 1987 | Melhor Ala (Flor do Samba) | 20 | [ 9 ] [ 20 ]  |
| 1988 | Personalidade (Jerônimo Souza Barreto - ritmista da bateria)                                                                                          | 21 | [ 21 ] [ 22 ] |
| 1989 | Melhor Escola | 22 | [ 23 ] [ 24 ] |
| 1989 | Enredo ("Ratos e Urubus, Larguem Minha Fantasia") | 23 | [ 23 ] [ 24 ] |
| 1989 | Mestre-sala (Marco Aurélio) | 24 | [ 23 ] [ 24 ] |
| 1989 | Personalidade (Joãosinho Trinta) | 25 | [ 23 ] [ 24 ] |
| 1991 | Passista Masculino (Cássio Dias) | 26 | [ 9 ] [ 25 ]  |
| 1993 | Passista Feminino (Neide Tamborim) | 27 | [ 26 ] [ 27 ] |
| 1994 | Melhor Ala ("Canoas Indígenas") | 28 | [ 28 ] [ 29 ] |
| 1994 | Passista Feminino (Soninha Capeta) | 29 | [ 28 ] [ 29 ] |
| 1996 | Mestre-sala (Claudinho) | 30 | [ 9 ] [ 30 ]  |
| 1997 | Melhor Ala (Baianinhas) | 31 | [ 9 ] [ 31 ]  |
| 1997 | Revelação (Daniele - passista mirim) | 32 | [ 9 ] [ 31 ]  |
| 1998 | Porta-bandeira (Selminha Sorriso) | 33 | [ 9 ] [ 32 ]  |
| 1999 | Samba-enredo ("Araxá, Lugar Alto Onde Primeiro Se Avista o Sol)                                                                                       | 34 | [ 9 ] [ 33 ]  |
| 1999 | Melhor Ala ("Refúgio da Corte") | 35 | [ 9 ] [ 33 ]  |
| 2000 | Porta-bandeira (Selminha Sorriso) | 36 | [ 9 ] [ 34 ]  |
| 2000 | Passista Masculino (Edinho) | 37 | [ 9 ] [ 34 ]  |
| 2001 | Melhor Escola | 38 | [ 9 ] [ 35 ]  |
| 2001 | Enredo ("A Saga de Agotime: Maria Mineira Naê") | 39 | [ 9 ] [ 35 ]  |
| 2002 | Intérprete (Neguinho da Beija-Flor) | 40 | [ 9 ] [ 36 ]  |
| 2002 | Mestre-sala (Claudinho) | 41 | [ 9 ] [ 36 ]  |
| 2002 | Porta-bandeira (Selminha Sorriso) | 42 | [ 9 ] [ 36 ]  |
| 2002 | Melhor Ala ("Rei do Maracatu do Nordeste") | 43 | [ 9 ] [ 36 ]  |
| 2003 | Intérprete (Neguinho da Beija-Flor) | 44 | [ 37 ]        |
| 2003 | Melhor Ala ("Sou Nega Maluca Sim Senhor") | 45 | [ 37 ]        |
| 2003 | Revelação (Diego - mestre-sala mirim) | 46 | [ 37 ]        |
| 2005 | Samba-enredo ("O Vento Corta as Terras dos Pampas. Em Nome do Pai, do Filho e do Espírito Guarani, Sete Povos na Fé e na Dor... Sete Missões de Amor) | 47 | [ 38 ]        |
| 2005 | Mestre-sala (Claudinho) | 48 | [ 38 ]        |
| 2005 | Porta-bandeira (Selminha Sorriso) | 49 | [ 38 ]        |
| 2006 | Mestre-sala (Claudinho) | 50 | [ 9 ] [ 39 ]  |
| 2006 | Melhor Ala (Baianinhas) | 51 | [ 9 ] [ 39 ]  |
| 2007 | Melhor Escola | 52 | [ 40 ] [ 41 ] |
| 2007 | Samba-enredo ("Áfricas - Do Berço Real à Corte Brasiliana")                                                                                           | 53 | [ 40 ] [ 41 ] |
| 2009 | Intérprete (Neguinho da Beija-Flor) | 54 | [ 42 ] [ 43 ] |
| 2009 | Porta-bandeira (Selminha Sorriso) | 55 | [ 42 ] [ 43 ] |
| 2010 | Personalidade (Tia Nadir - uma das fundadoras da escola e, com 93 anos de idade, a mais antiga baianas da agremiação)                                 | 56 | [ 9 ] [ 44 ]  |
| 2011 | Passista Masculino (Anderson) | 57 | [ 45 ] [ 46 ] |
| 2013 | Intérprete (Neguinho da Beija-Flor) | 58 | [ 47 ] [ 48 ] |
| 2015 | Mestre-sala (Claudinho) | 59 | [ 49 ]        |
| 2016 | Bateria | 60 | [ 50 ] [ 51 ] |
| 2017 | Samba-enredo ("A Virgem dos Lábios de Mel - Iracema")                                                                                                 | 61 | [ 52 ] [ 53 ] |
| 2023 | Melhor Escola | 62 | [ 54 ]        |
| 2023 | Mestre-sala (Claudinho) | 63 | [ 54 ]        |
| 2024 | Ala de Baianas | 64 | [ 55 ]        |
| 2024 | Destaque do Público (Samuel de Assis - ator que desfilou representando Rás Gonguila, personagem central do enredo da escola)                          | 65 | [ 56 ]        |
| 2025 | Samba-enredo ("Laíla de Todos os Santos, Laíla de Todos os Sambas")                                                                                   | 66 | [ 57 ]        |
| 2025 | Personalidade (Neguinho da Beija-Flor) | 67 | [ 57 ]        |

## Estrela do Carnaval
Estrela do Carnaval é uma premiação organizada e concedida pelo site Carnavalesco à primeira e segunda divisões do carnaval carioca. Sua primeira edição foi realizada em 2008. Até 2011 foi realizada em parceria com o site SRZD. Os premiados são escolhidos por jornalistas, comentaristas, radialistas e fotógrafos que fazem a cobertura dos desfiles das escolas de samba.
| Ano  | Categoria premiada | C  | Referência    |
| ---- | --- | -- | ------------- |
| 2008 | Melhor Escola para Associação dos Correspondentes Estrangeiros                                                                                      | 1  | [ 59 ] [ 60 ] |
| 2009 | Intérprete (Neguinho da Beija-Flor) | 2  | [ 61 ] [ 62 ] |
| 2011 | Samba-enredo ("A Simplicidade de Um Rei") | 3  | [ 63 ] [ 64 ] |
| 2013 | Conjunto de Alegorias | 4  | [ 58 ] [ 65 ] |
| 2015 | Samba-enredo ("Um Griô Conta a História: Um Olhar Sobre a África e o Despontar da Guiné Equatorial. Caminhemos Sobre a Trilha de Nossa Felicidade") | 5  | [ 66 ]        |
| 2015 | Mestre-sala e Porta-bandeira (Claudinho e Selminha Sorriso)                                                                                         | 6  | [ 66 ]        |
| 2016 | Bateria | 7  | [ 67 ]        |
| 2016 | Intérprete (Neguinho da Beija-Flor) | 8  | [ 67 ]        |
| 2016 | Mestre-sala e Porta-bandeira (Claudinho e Selminha Sorriso)                                                                                         | 9  | [ 67 ]        |
| 2016 | Comissão de Frente | 10 | [ 67 ]        |
| 2016 | Conjunto de Alegorias | 11 | [ 67 ]        |
| 2017 | Samba-enredo ("A Virgem dos Lábios de Mel - Iracema")                                                                                               | 12 | [ 68 ]        |
| 2017 | Conjunto de Alegorias | 13 | [ 68 ]        |
| 2018 | Mestre-sala e Porta-bandeira (Claudinho e Selminha Sorriso)                                                                                         | 14 | [ 69 ]        |
| 2023 | Harmonia | 15 | [ 70 ]        |
| 2023 | Rainha de Bateria (Lorena Raissa) | 16 | [ 70 ]        |
| 2025 | Desfile do Ano | 17 | [ 71 ]        |
| 2025 | Harmonia | 18 | [ 71 ]        |
| 2025 | Carnavalesco (João Vitor Araújo) | 19 | [ 71 ]        |

## Fala Galera Carna Insta
Fala Galera Carna Insta é um prêmio concedido desde 2022 pelo site carnainsta junto com o canal Fala Galera às escolas de samba da primeira e da segunda divisão do carnaval carioca.
| Ano  | Categoria premiada                         | C | Referência |
| ---- | ------------------------------------------ | - | ---------- |
| 2022 | Ala de Passistas                           | 1 | [ 72 ]     |
| 2023 | Caiu nas Graças do Povão (Votação Popular) | 2 | [ 73 ]     |

## Feras da Sapucaí
Feras da Sapucaí é um prêmio concedido desde 2022 pela revista Feras do Carnaval às escolas de samba da primeira e da segunda divisão do carnaval carioca.
| Ano  | Categoria premiada                                                     | C | Referência |
| ---- | ---------------------------------------------------------------------- | - | ---------- |
| 2022 | Enredo ("Empretecer o Pensamento, É Ouvir a Voz da Beija-Flor")        | 1 | [ 74 ]     |
| 2022 | Comissão de Frente                                                     | 2 | [ 74 ]     |
| 2022 | Quesito Nota 10 - Personalidade: Almir Reis (presidente da Beija-Flor) | 3 | [ 74 ]     |
| 2022 | Homenagem: Anísio Abrahão David                                        | 4 | [ 74 ]     |
| 2023 | Melhor Escola                                                          | 5 | [ 75 ]     |
| 2023 | Intérpretes (Neguinho da Beija-Flor e Ludmilla)                        | 6 | [ 75 ]     |
| 2023 | Revelação (Lorena Raíssa - rainha de bateria)                          | 7 | [ 75 ]     |
| 2023 | Homenagem: Almir Reis (presidente da Beija-Flor)                       | 8 | [ 75 ]     |

## Gato de Prata
Troféu Gato de Prata é um prêmio idealizado e concedido pelo cantor, compositor e jornalista Tico do Gato à primeira e segunda divisões do carnaval carioca. Sua primeira edição foi realizada em 2010. A escolha dos contemplados é feita por jornalistas, comentaristas, radialistas e fotógrafos que fazem a cobertura dos desfiles das escolas de samba.
| Ano  | Categoria premiada                                                                                 | C  | Referência |
| ---- | -------------------------------------------------------------------------------------------------- | -- | ---------- |
| 2011 | Melhor Escola                                                                                      | 1  | [ 77 ]     |
| 2012 | Rainha de Bateria (Raíssa de Oliveira)                                                             | 2  | [ 78 ]     |
| 2015 | Personalidade (Neguinho da Beija-Flor)                                                             | 3  | [ 79 ]     |
| 2015 | Mestre-sala e Porta-bandeira (Claudinho e Selminha Sorriso)                                        | 4  | [ 79 ]     |
| 2016 | Bateria                                                                                            | 5  | [ 80 ]     |
| 2016 | Destaque (Fabíola Abraão)                                                                          | 6  | [ 80 ]     |
| 2016 | Homenagem Especial (Anísio Abraão David)                                                           | 7  | [ 80 ]     |
| 2017 | Samba-enredo ("A Virgem dos Lábios de Mel - Iracema")                                              | 8  | [ 76 ]     |
| 2018 | Samba-enredo ("Monstro É Aquele Que Não Sabe Amar — os Filhos Abandonados da Pátria Que Os Pariu") | 9  | [ 81 ]     |
| 2018 | Enredo ("Monstro É Aquele Que Não Sabe Amar — os Filhos Abandonados da Pátria Que Os Pariu")       | 10 | [ 81 ]     |
| 2018 | Mestre-sala e Porta-bandeira (Claudinho e Selminha Sorriso)                                        | 11 | [ 81 ]     |
| 2018 | Diretor de Carnaval (Laíla)                                                                        | 12 | [ 81 ]     |
| 2018 | Melhor Comunicação com o Público (Neguinho da Beija-Flor)                                          | 13 | [ 81 ]     |
| 2020 | Rainha de Bateria (Raíssa de Oliveira)                                                             | 14 | [ 82 ]     |
| 2022 | Velha Guarda                                                                                       | 15 | [ 83 ]     |
| 2023 | Mestre-sala e Porta-bandeira (Claudinho e Selminha Sorriso)                                        | 16 | [ 84 ]     |
| 2023 | Rainha de Bateria (Lorena Raíssa)                                                                  | 17 | [ 84 ]     |
| 2023 | Personalidade (Almir Reis - Presidente da Beija-Flor)                                              | 18 | [ 84 ]     |
| 2025 | Melhor Escola                                                                                      | 19 | [ 85 ]     |
| 2025 | Samba-enredo ("Laíla de Todos os Santos, Laíla de Todos os Sambas")                                | 20 | [ 85 ]     |

## Machine - Bastidores do Carnaval Carioca
O Prêmio Machine - Bastidores do Carnaval Carioca é uma premiação idealizada por Cátia Calixto, com coordenação de Denise Pinto Pereira e Elizabeth Rodrigues, concedida aos profissionais técnicos que atuam no Sambódromo da Marquês de Sapucaí. O prêmio foi criado em homenagem à José Carlos Farias Caetano ("Machine"), conhecido como Síndico da Passarela. Sua primeira edição foi realizada em 2016. A escolha dos contemplados é feita pelos coordenadores do prêmio e pelo júri técnico formado por personalidades ligadas ao samba e ao carnaval.
| Ano  | Categoria premiada                           | Referência |
| ---- | -------------------------------------------- | ---------- |
| 2016 | Torcida Organizada (Soberanos da Beija-Flor) | [ 87 ]     |

## Melhores do Carnaval
Melhores do Carnaval é um prêmio virtual concedido às escolas de samba da primeira divisão do carnaval carioca.
| Ano  | Categoria premiada | C | Referência |
| ---- | ------------------ | - | ---------- |
| 2025 | Melhor Escola      | 1 | [ 88 ]     |

## Passista Samba no Pé
O Prêmio Passista Samba no Pé é destinado exclusivamente ao segmento de passistas do carnaval do Rio de Janeiro, sendo oferecido pelo portal Passista Samba no Pé. Contempla a primeira e segunda divisão do carnaval. Sua primeira edição foi realizada em 2016. A escolha dos contemplados é realizada pelos coordenadores do prêmio.
| Ano  | Categoria premiada      | Referência |
| ---- | ----------------------- | ---------- |
| 2023 | Melhor Ala de Passistas | [ 89 ]     |

## Plumas & Paetês Cultural
O Prêmio Plumas & Paetês Cultural é uma premiação concedida desde 2005 à técnicos e profissionais que trabalham nos bastidores do carnaval carioca.
| Ano  | Categoria                                      | Premiado(a) | C  | Referência      |
| ---- | ---------------------------------------------- | --- | -- | --------------- |
| 2005 | Destaque Feminino                              | Zeza Mendonça | 1  | [ 91 ]          |
| 2007 | Destaque Feminino                              | Zeza Mendonça | 2  | [ 92 ]          |
| 2007 | Carnavalesco                                   | Alexandre Louzada | 3  | [ 92 ]          |
| 2007 | Iluminador                                     | Mário Sergio | 4  | [ 92 ]          |
| 2007 | Destaque Performático                          | Paulo Robert | 5  | [ 92 ]          |
| 2008 | Diretor de Carnaval                            | Laíla | 6  | [ 93 ]          |
| 2008 | Historiador / Pesquisador                      | Bianca Behrends | 7  | [ 93 ]          |
| 2008 | Figurinista                                    | Bruna Bee | 8  | [ 93 ]          |
| 2008 | Destaque Feminino                              | Hermínia Paiva | 9  | [ 93 ]          |
| 2009 | Destaque Feminino                              | Hermínia Paiva | 10 | [ 94 ]          |
| 2009 | Figurinista                                    | Bruna Bee | 11 | [ 94 ]          |
| 2009 | Aderecista                                     | Rodrigo Pacheco e equipe                                                                                                   | 12 | [ 94 ]          |
| 2009 | Bordadeira                                     | Elizabeth Leite | 13 | [ 94 ]          |
| 2009 | Costureira                                     | Vera Lúcia | 14 | [ 94 ]          |
| 2009 | Maquiador artístico                            | Marcelo Augusto | 15 | [ 94 ]          |
| 2009 | Pintor                                         | Kennedy Prata | 16 | [ 94 ]          |
| 2010 | Escultor                                       | Rossy Amoedo, Élson Cardoso, William Mansur e Wagner de Souza                                                              | 17 | [ 95 ]          |
| 2010 | Pintor                                         | Kennedy Prata | 18 | [ 95 ]          |
| 2010 | Iluminador                                     | André Reis e Marcos Antonio Oliveira                                                                                       | 19 | [ 95 ]          |
| 2010 | Destaque Masculino                             | Zezito Ávila | 20 | [ 95 ]          |
| 2011 | Intérprete                                     | Neguinho da Beija-Flor | 21 | [ 96 ]          |
| 2011 | Revelação                                      | Thaiam Marques (Menino que representou Roberto Carlos na Comissão de Frente)                                               | 22 | [ 96 ]          |
| 2012 | Escultor                                       | Rossy Amoedo | 23 | [ 97 ]          |
| 2012 | Artesão                                        | Cristiano Bara | 24 | [ 97 ]          |
| 2012 | Costureiro                                     | Ademildes Silvino de Souza                                                                                                 | 25 | [ 97 ]          |
| 2013 | Carnavalescos                                  | André Cezari, Fran Sérgio, Ubiratan Silva e Victor Santos                                                                  | 26 | [ 98 ]          |
| 2013 | Desenhistas                                    | André Cezari, Fran Sérgio, Ubiratan Silva e Victor Santos                                                                  | 27 | [ 98 ]          |
| 2013 | Aderecista                                     | Cristiano Bara | 28 | [ 98 ]          |
| 2013 | Artesão                                        | Orlando Sergio Junior | 29 | [ 98 ]          |
| 2013 | Pintor Artístico                               | Kennedy Prata | 30 | [ 98 ]          |
| 2015 | Aderecistas                                    | Cristiano Bara, Dionísio Babu, Márcia Medeiros, Rodrigo Pacheco, Rogério Madruga, Thiago Vinicius Medeiros e Túlio Neves   | 31 | [ 99 ]          |
| 2015 | Pintor Artístico                               | Kennedy Prata | 32 | [ 99 ]          |
| 2015 | Gestor de Ateliê                               | Edmilson Lima (Fantasia do Primeiro Casal de Mestre-sala e Porta-bandeira da Beija Flor)                                   | 33 | [ 99 ]          |
| 2015 | Destaque de Luxo Feminino                      | Fabiola Abraão | 34 | [ 99 ]          |
| 2015 | Destaque de Luxo Masculino                     | Zezito Ávila | 35 | [ 99 ]          |
| 2016 | Pesquisadores                                  | Bianca Behrends e Cláudio Russo                                                                                            | 36 | [ 100 ]         |
| 2016 | Iluminador                                     | Mário Sergio | 37 | [ 100 ]         |
| 2017 | Diretor de Carnaval                            | Laíla | 38 | [ 101 ]         |
| 2017 | Compositores                                   | Claudemir, Maurição, Ronaldo Barcellos, Bruno Ribas, Fábio Alemão, Wilson Tatá, Alan Vinicius e Betinho Santos             | 39 | [ 101 ]         |
| 2017 | Destaque Performático Feminino                 | Sávia David | 40 | [ 101 ]         |
| 2018 | Compositores                                   | Di Menor BF, Kirraizinho, Diogo Rosa, Julio Assis, Bakaninha Beija-Flor, Diego Oliveira, JJ Santos, Manolo e Rafael Prates | 41 | [ 102 ]         |
| 2018 | Ferreiro                                       | Cláudio Fernandes | 42 | [ 102 ]         |
| 2020 | Destaque de Luxo Masculino                     | Edson Gouveia | 43 | [ 103 ]         |
| 2020 | Diretor de Harmonia                            | Valber Frutuoso | 44 | [ 103 ]         |
| 2022 | Mestres de Bateria                             | Plínio e Rodnei Ferreira                                                                                                   | 45 | [ 104 ] [ 105 ] |
| 2022 | Destaque Performático Masculino                | Thiago Avanci | 46 | [ 104 ] [ 105 ] |
| 2022 | Aderecista de Alegorias                        | Aílton Neves | 47 | [ 104 ] [ 105 ] |
| 2022 | Pintor de Arte                                 | Leandro Assis | 48 | [ 104 ] [ 105 ] |
| 2024 | Aderecista                                     | Max Sales | 49 | [ 106 ]         |
| 2024 | Artesão                                        | Bruno Negro Monte | 50 | [ 106 ]         |
| 2024 | Escultor de Formas e Movimentos                | Kennedy Prata | 51 | [ 106 ]         |
| 2025 | Compositores                                   | Romulo Massacesi, Junior Trindade, Serginho Aguiar, Ailson Picanço, Gladiador e Felipe Sena                                | 52 | [ 107 ]         |
| 2025 | Diretor de Carnaval                            | Marco Antônio Marino | 53 | [ 107 ]         |
| 2025 | Diretores de Harmonia                          | Simone Sant’Ana, Shirleise Collins, Rosana Flausino, Evandro da Silva, Zé Carlos e Michel Oliveira                         | 54 | [ 107 ]         |
| 2025 | Mestres de Bateria                             | Plínio e Rodney | 55 | [ 107 ]         |
| 2025 | Terceiro casal de Mestre-sala e Porta-bandeira | Hugo Martins e Naninha Fidélis                                                                                             | 56 | [ 107 ]         |

## Prêmio 100% Carnaval
100% Carnaval é um prêmio virtual concedido desde 2019 às escolas de samba da primeira e da segunda divisão do carnaval carioca.
| Ano  | Categoria premiada | C | Referência |
| ---- | ------------------ | - | ---------- |
| 2020 | Ala de Baianas     | 1 | [ 108 ]    |
| 2025 | Samba-enredo       | 2 | [ 109 ]    |

## Prêmio Destaques do Ano
O Prêmio Destaques do Ano é oferecido desde 2019 pelo site Carnavalesco a escolas de samba e personalidades do carnaval que se destacaram em cada ano.
| Ano       | Categoria               | Premiado(a)      | C | Referência |
| --------- | ----------------------- | ---------------- | - | ---------- |
| 2019      | Responsabilidade Social | Beija-Flor       | 1 | [ 110 ]    |
| 2020/2021 | Responsabilidade Social | Beija-Flor       | 2 | [ 110 ]    |
| 2020/2021 | Personalidade           | Selminha Sorriso | 3 | [ 110 ]    |
| 2023      | Responsabilidade Social | Beija-Flor       | 4 | [ 111 ]    |

## Resenha dos Sambistas
Resenha dos Sambistas é uma premiação criada em 2024, idealizada e promovida pelos diretores de carnaval Junior Escafura e Dudu Azevedo. Os premiados são indicados por diretores de carnaval e representantes dos segmentos de cada escola. Os três indicados de cada categoria recebem placas de primeiro, segundo e terceiro lugar.
| Ano  | Categorias premiadas                                                            | Outras indicações | Referência      |
| ---- | ------------------------------------------------------------------------------- | --- | --------------- |
| 2024 | -                                                                               | - Comunicação e Marketing (segundo lugar) | [ 113 ] [ 114 ] |
| 2025 | - Samba-enredo ("Laíla de Todos os Santos, Laíla de Todos os Sambas") - Bateria | - Direção de Carnaval (segundo lugar) - Enredo (segundo lugar) - Harmonia (segundo lugar) - Comissão de Frente (terceiro lugar) - Comunicação e Marketing (terceiro lugar) | [ 115 ]         |

## S@mba-Net
O Prêmio S@mba-Net é uma premiação concedida às escolas de samba da primeira, segunda e terceira divisões do carnaval do Rio de Janeiro. Foi idealizado pelo carnavalesco Luiz Fernando Reis e criado em 1999, ano de sua primeira edição. Os premiados são escolhidos por jornalistas que fazem a cobertura dos desfiles e pelos coordenadores do prêmio.
| Ano  | Categoria premiada                                                  | C  | Referência      |
| ---- | ------------------------------------------------------------------- | -- | --------------- |
| 2007 | Ala de Passistas                                                    | 1  | [ 119 ] [ 120 ] |
| 2010 | Velha Guarda                                                        | 2  | [ 121 ] [ 122 ] |
| 2013 | Ala de Passistas                                                    | 3  | [ 123 ]         |
| 2015 | Mestre-sala e Porta-bandeira (Claudinho e Selminha Sorriso)         | 4  | [ 124 ]         |
| 2015 | Velha Guarda                                                        | 5  | [ 124 ]         |
| 2016 | Bateria                                                             | 6  | [ 125 ]         |
| 2016 | Comissão de Frente                                                  | 7  | [ 125 ]         |
| 2017 | Samba-enredo ("A Virgem dos Lábios de Mel - Iracema")               | 8  | [ 126 ]         |
| 2018 | Personalidade (Laíla)                                               | 9  | [ 127 ]         |
| 2024 | Mestre-sala e Porta-bandeira (Claudinho e Selminha Sorriso)         | 10 | [ 128 ]         |
| 2025 | Samba-enredo ("Laíla de Todos os Santos, Laíla de Todos os Sambas") | 11 | [ 129 ]         |
| 2025 | Ala de Passistas                                                    | 12 | [ 129 ]         |

## SRzd Carnaval
O Prêmio SRzd Carnaval é uma premiação organizada e concedida pelo site SRzd à primeira, segunda e terceira divisões do carnaval carioca. De 2008 a 2011 foi realizado como "Estrela do Carnaval". A partir de 2012, passou a se chamar SRzd Carnaval. Os premiados são escolhidos por jornalistas que fazem a cobertura dos desfiles das escolas de samba.
| Ano  | Categoria premiada                                                                                 | C | Referência |
| ---- | -------------------------------------------------------------------------------------------------- | - | ---------- |
| 2012 | Mestre-sala e Porta-bandeira (Claudinho e Selminha Sorriso)                                        | 1 | [ 131 ]    |
| 2013 | Rainha de Bateria (Raíssa de Oliveira)                                                             | 2 | [ 132 ]    |
| 2016 | Bateria                                                                                            | 3 | [ 133 ]    |
| 2017 | Samba-enredo ("A Virgem dos Lábios de Mel - Iracema")                                              | 4 | [ 134 ]    |
| 2018 | Samba-enredo ("Monstro É Aquele Que Não Sabe Amar — os Filhos Abandonados da Pátria Que Os Pariu") | 5 | [ 135 ]    |
| 2020 | Comissão de Frente                                                                                 | 6 | [ 136 ]    |
| 2020 | Prêmio Especial (Claudinho e Selminha Sorriso - Bodas de Prata)                                    | 7 | [ 136 ]    |
| 2022 | Intérprete (Neguinho da Beija-Flor)                                                                | 8 | [ 137 ]    |

## Troféu Bateria
O Troféu Bateria é concedido por especialistas no assunto, desde 2016, às escolas de samba da primeira e da segunda divisão do carnaval carioca.
| Ano  | Categoria premiada | C | Referência |
| ---- | ------------------ | - | ---------- |
| 2016 | Ala de Repique     | 1 | [ 138 ]    |
| 2017 | Ala de Marcação    | 2 | [ 139 ]    |
| 2020 | Ala de Marcação    | 3 | [ 140 ]    |
| 2023 | Ala de Repique     | 4 | [ 141 ]    |

## Troféu Explosão in Samba
O Troféu Explosão in Samba é concedido pela Revista Explosão in Samba desde 2017 às escolas de samba da primeira e da segunda divisão do carnaval carioca.
| Ano  | Categoria premiada                                          | C  | Referência |
| ---- | ----------------------------------------------------------- | -- | ---------- |
| 2018 | Destaque do Ritmo (Mestre Rodney)                           | 1  | [ 142 ]    |
| 2018 | Personalidade (Laíla)                                       | 2  | [ 142 ]    |
| 2019 | Rainha de Bateria (Raíssa de Oliveira)                      | 3  | [ 143 ]    |
| 2020 | Melhor Escola                                               | 4  | [ 144 ]    |
| 2020 | Ala de Baianas                                              | 5  | [ 144 ]    |
| 2022 | Mestre-sala e Porta-bandeira (Claudinho e Selminha Sorriso) | 6  | [ 145 ]    |
| 2022 | Conjunto de Alegorias                                       | 7  | [ 145 ]    |
| 2023 | Harmonia                                                    | 8  | [ 146 ]    |
| 2024 | Mestre-sala e Porta-bandeira (Claudinho e Selminha Sorriso) | 9  | [ 147 ]    |
| 2025 | Comissão de Frente                                          | 10 | [ 148 ]    |
| 2025 | Harmonia                                                    | 11 | [ 148 ]    |

## Troféu Sambario
O Troféu Sambario é um prêmio virtual concedido pelo site especializado Sambario desde 2009 às escolas de samba dos grupos Especial e de acesso. Entre 2013 e 2017, não foi realizado, retornando com a edição de 2018. Os vencedores são escolhidos através de votação interna feita entre a equipe do site Sambario, com jornalistas e integrantes de outros veículos convidados.
| Ano  | Categoria premiada                                                                                 | C  | Referência |
| ---- | -------------------------------------------------------------------------------------------------- | -- | ---------- |
| 2009 | Mestre-sala e Porta-bandeira (Claudinho e Selminha Sorriso)                                        | 1  | [ 149 ]    |
| 2009 | Intérprete (Neguinho da Beija-Flor)                                                                | 2  | [ 149 ]    |
| 2009 | Personalidade (Neguinho da Beija-Flor)                                                             | 3  | [ 149 ]    |
| 2009 | Melhor Ala ("Banho de Espuma")                                                                     | 4  | [ 149 ]    |
| 2011 | Intérprete (Neguinho da Beija-Flor)                                                                | 5  | [ 150 ]    |
| 2012 | Mestre-sala e Porta-bandeira (Claudinho e Selminha Sorriso)                                        | 6  | [ 151 ]    |
| 2018 | Samba-enredo ("Monstro É Aquele Que Não Sabe Amar — os Filhos Abandonados da Pátria Que Os Pariu") | 7  | [ 152 ]    |
| 2025 | Melhor Escola                                                                                      | 8  | [ 153 ]    |
| 2025 | Melhor Alegoria ("Vem Comandar Sua Comunidade")                                                    | 9  | [ 153 ]    |
| 2025 | Personalidade (Neguinho da Beija-Flor)                                                             | 10 | [ 153 ]    |
| 2025 | Prêmio Especial (Neguinho da Beija-Flor)                                                           | 11 | [ 153 ]    |

## Troféu Tupi Carnaval Total
O Troféu Tupi Carnaval Total é um prêmio concedido pela Super Rádio Tupi, desde 2010, às escolas de samba da primeira e segunda divisão do carnaval. Os premiados são escolhidos por jornalistas, comentaristas e repórteres que cobrem o carnaval pela Rádio Tupi. Entre 2016 e 2019 o prêmio não foi entregue, retornando com a edição de 2020.
| Ano  | Categoria premiada | C | Referência      |
| ---- | --- | - | --------------- |
| 2011 | Harmonia | 1 | [ 154 ] [ 155 ] |
| 2015 | Samba-enredo ("Um Griô Conta a História: Um Olhar Sobre a África e o Despontar da Guiné Equatorial. Caminhemos Sobre a Trilha de Nossa Felicidade") | 2 | [ 156 ]         |
| 2025 | Melhor Escola | 3 | [ 157 ]         |
| 2025 | Enredo ("Laíla de Todos os Santos, Laíla de Todos os Sambas")                                                                                       | 4 | [ 157 ]         |
| 2025 | Carnavalesco (João Vitor Araújo) | 5 | [ 157 ]         |
| 2025 | Personalidade (Neguinho da Beija-Flor) | 6 | [ 157 ]         |

## Prêmios extintos

### Tamborim de Ouro
O Troféu Tamborim de Ouro foi um prêmio entregue entre 1998 e 2020 à primeira e segunda divisão do carnaval do Rio de Janeiro. Foi organizado e oferecido pelo Jornal O Dia. Algumas categorias tinham seus vencedores escolhidos por meio de votação popular online, enquanto outras eram votadas por um júri de jornalistas e especialistas.
| Ano  | Categoria premiada | C  | Referência      |
| ---- | --- | -- | --------------- |
| 1999 | Melhor Escola | 1  | [ 160 ]         |
| 1999 | Samba-enredo ("Araxá, Lugar Alto Onde Primeiro Se Avista o Sol")                                                                                       | 2  | [ 160 ]         |
| 1999 | Mestre-sala e Porta-bandeira (Claudinho e Selminha Sorriso)                                                                                            | 3  | [ 160 ]         |
| 2000 | Mestre-sala e Porta-bandeira (Claudinho e Selminha Sorriso)                                                                                            | 4  | [ 161 ]         |
| 2001 | Mestre-sala e Porta-bandeira (Claudinho e Selminha Sorriso)                                                                                            | 5  | [ 162 ]         |
| 2001 | Comissão de Frente | 6  | [ 162 ]         |
| 2001 | Ala de Baianas | 7  | [ 162 ]         |
| 2001 | Ala de Crianças | 8  | [ 162 ]         |
| 2002 | Enredo ("O Brasil Dá o Ar de Sua Graça. De Ícaro a Rubem Berta - O Ímpeto de Voar")                                                                    | 9  | [ 163 ]         |
| 2002 | Bateria | 10 | [ 163 ]         |
| 2002 | Intérprete (Neguinho da Beija-Flor) | 11 | [ 163 ]         |
| 2002 | Mestre-sala e Porta-bandeira (Claudinho e Selminha Sorriso)                                                                                            | 12 | [ 163 ]         |
| 2002 | Comissão de Frente | 13 | [ 163 ]         |
| 2002 | Ala de Baianas | 14 | [ 163 ]         |
| 2002 | Ala de Crianças | 15 | [ 163 ]         |
| 2003 | Mestre-sala e Porta-bandeira (Claudinho e Selminha Sorriso)                                                                                            | 16 | [ 164 ]         |
| 2004 | Melhor Escola | 17 | [ 165 ]         |
| 2004 | Ala de Baianas | 18 | [ 165 ]         |
| 2005 | Samba-enredo ("O Vento Corta as Terras dos Pampas. Em Nome do Pai, do Filho e do Espírito Guarani. Sete Povos na Fé e na Dor... Sete Missões de Amor") | 19 | [ 166 ]         |
| 2005 | Intérprete (Neguinho da Beija-Flor) | 20 | [ 166 ]         |
| 2006 | Intérprete (Neguinho da Beija-Flor) | 21 | [ 167 ]         |
| 2007 | Samba-enredo ("Áfricas, do Berço Real à Corte Brasiliana")                                                                                             | 22 | [ 168 ]         |
| 2007 | Intérprete da Década (Neguinho da Beija-Flor) | 23 | [ 168 ]         |
| 2007 | Casal de Mestre-sala e Porta-bandeira da Década (Claudinho e Selminha Sorriso)                                                                         | 24 | [ 168 ]         |
| 2008 | Melhor Escola | 25 | [ 169 ]         |
| 2009 | "Eu Sou o Samba" - Personalidade (Neguinho da Beija-Flor)                                                                                              | 26 | [ 170 ]         |
| 2009 | Samba no Pé Masculino (Edson Bittencourt) | 27 | [ 170 ]         |
| 2010 | Samba no Pé Feminino (Aline) | 28 | [ 171 ]         |
| 2010 | Samba no Pé Masculino (Anderson) | 29 | [ 171 ]         |
| 2011 | Melhor Escola | 30 | [ 172 ] [ 173 ] |
| 2013 | Intérprete (Neguinho da Beija-Flor) | 31 | [ 174 ]         |
| 2013 | Mestre-sala e Porta-bandeira (Claudinho e Selminha Sorriso)                                                                                            | 32 | [ 174 ]         |
| 2014 | Intérprete (Neguinho da Beija-Flor) | 33 | [ 175 ]         |
| 2014 | Mestre-sala e Porta-bandeira (Claudinho e Selminha Sorriso)                                                                                            | 34 | [ 175 ]         |
| 2015 | Mestre-sala e Porta-bandeira (Claudinho e Selminha Sorriso)                                                                                            | 35 | [ 176 ]         |
| 2016 | Prêmio Especial (Neguinho da Beija-Flor, Claudinho e Selminha Sorriso)                                                                                 | 36 | [ 177 ]         |
| 2018 | Intérprete (Neguinho da Beija-Flor) | 37 | [ 178 ]         |

### Troféu Andarilho do Samba
O Troféu Andarilho do Samba foi entregue em 2008, elegendo os melhores de todas as divisões do carnaval carioca. Foi oferecido pelo programa Andarilho do Samba, da Rádio Metropolitana, sob responsabilidade do radialista Arnaldo Lyrio.
| Ano  | Categoria premiada                                          | C | Referência |
| ---- | ----------------------------------------------------------- | - | ---------- |
| 2008 | Melhor Escola                                               | 1 | [ 179 ]    |
| 2008 | Mestre-sala (Claudinho)                                     | 2 | [ 179 ]    |
| 2008 | Ala de Comunidade                                           | 3 | [ 179 ]    |
| 2008 | Personalidade (Anísio Abraão David - patrono da Beija-Flor) | 4 | [ 179 ]    |

### Troféu Apoteose
Troféu Apoteose foi um prêmio concedido pelo Programa Cidade do Samba, do radialista João Estevam, entre 2004 e 2014 à primeira, segunda e terceira divisões do carnaval do Rio de Janeiro.
| Ano  | Categoria premiada                | C | Referência |
| ---- | --------------------------------- | - | ---------- |
| 2006 | Porta-bandeira (Selminha Sorriso) | 1 | [ 180 ]    |
| 2006 | Comissão de Frente                | 2 | [ 180 ]    |
| 2013 | Mestre-sala (Claudinho)           | 3 | [ 181 ]    |
| 2014 | Ala de Passistas                  | 4 | [ 182 ]    |

### Troféu Natal
O Troféu Natal foi um prêmio concedido pela PROMAG Promoções e Artes Gráficas em parceria com a Rede Globo às escolas de samba do Grupo 1 de 1976. O nome do prêmio homenageia Natal da Portela, morto em 1975.
| Ano  | Categoria premiada                       | Referência |
| ---- | ---------------------------------------- | ---------- |
| 1976 | Melhor Enredo ("Sonhar com Rei Dá Leão") | [ 183 ]    |
| 1976 | Melhor Alegoria (Casal sonhando)         | [ 183 ]    |

### Troféu Papa-Tudo - Rede Manchete
O Troféu Papa-Tudo - Rede Manchete foi um prêmio concedido pela Rede Manchete entre os anos de 1995 e 1998 às escolas de samba da primeira e segunda divisões do carnaval carioca.
| Ano  | Categoria premiada                | C | Referência |
| ---- | --------------------------------- | - | ---------- |
| 1996 | Mestre-sala (Claudinho)           | 1 | [ 184 ]    |
| 1996 | Passista Feminino (Sônia Capeta)  | 2 | [ 184 ]    |
| 1997 | Mestre-sala (Claudinho)           | 3 | [ 185 ]    |
| 1997 | Porta-bandeira (Selminha Sorriso) | 4 | [ 185 ]    |
| 1998 | Melhor Escola                     | 5 | [ 186 ]    |
| 1998 | Mestre-sala (Claudinho)           | 6 | [ 186 ]    |
| 1998 | Porta-bandeira (Selminha Sorriso) | 7 | [ 186 ]    |

### Troféu Rádio Manchete
Troféu Rádio Manchete foi um prêmio concedido pela Rádio Manchete às escolas do grupos Especial, Acesso A e B. Os vencedores eram escolhidos por comentaristas e repórteres de Carnaval da Rádio Manchete AM.
| Ano  | Categoria premiada                                          | C | Referência |
| ---- | ----------------------------------------------------------- | - | ---------- |
| 2008 | Melhor Escola                                               | 1 | [ 187 ]    |
| 2009 | Personalidade (Neguinho da Beija-Flor)                      | 2 | [ 188 ]    |
| 2010 | Mestre-sala e Porta-bandeira (Claudinho e Selminha Sorriso) | 3 | [ 189 ]    |
| 2011 | Melhor Escola                                               | 4 | [ 190 ]    |

### Troféu Sambista
Troféu Sambista foi uma premiação concedida entre 2016 e 2018 pelo Jornal do Sambista às escolas de samba da primeira, segunda e terceira divisões do carnaval.
| Ano  | Categoria premiada      | C | Referência |
| ---- | ----------------------- | - | ---------- |
| 2016 | Bateria                 | 1 | [ 191 ]    |
| 2016 | Comissão de Frente      | 2 | [ 191 ]    |
| 2017 | Velha Guarda            | 3 | [ 192 ]    |
| 2018 | Harmonia                | 4 | [ 193 ]    |
| 2018 | Prêmio Especial (Laíla) | 5 | [ 193 ]    |

### Troféu Vai Dar Samba
O Troféu Vai Dar Samba foi entregue em 2018, elegendo os melhores da primeira e segunda divisões do carnaval carioca. Foi oferecido pelo programa Vai Dar Samba, da Rádio 94 FM, sob responsabilidade do jornalista Miro Ribeiro.
| Ano  | Categoria premiada                                  | C | Referência |
| ---- | --------------------------------------------------- | - | ---------- |
| 2018 | Melhor Escola                                       | 1 | [ 194 ]    |
| 2018 | Enredo                                              | 2 | [ 194 ]    |
| 2018 | Mestre-sala e Porta-bandeira (Claudinho e Selminha) | 3 | [ 194 ]    |
| 2018 | Alegorias e Adereços                                | 4 | [ 194 ]    |

### Veja Rio Carnaval
Veja Rio Carnaval foi um prêmio concedido pela Revista Veja Rio às escolas de samba do Grupos Especial nos carnavais de 2013 e 2014.
| Ano  | Categoria premiada                  | Referência |
| ---- | ----------------------------------- | ---------- |
| 2014 | Intérprete (Neguinho da Beija-Flor) | [ 195 ]    |